# Nota

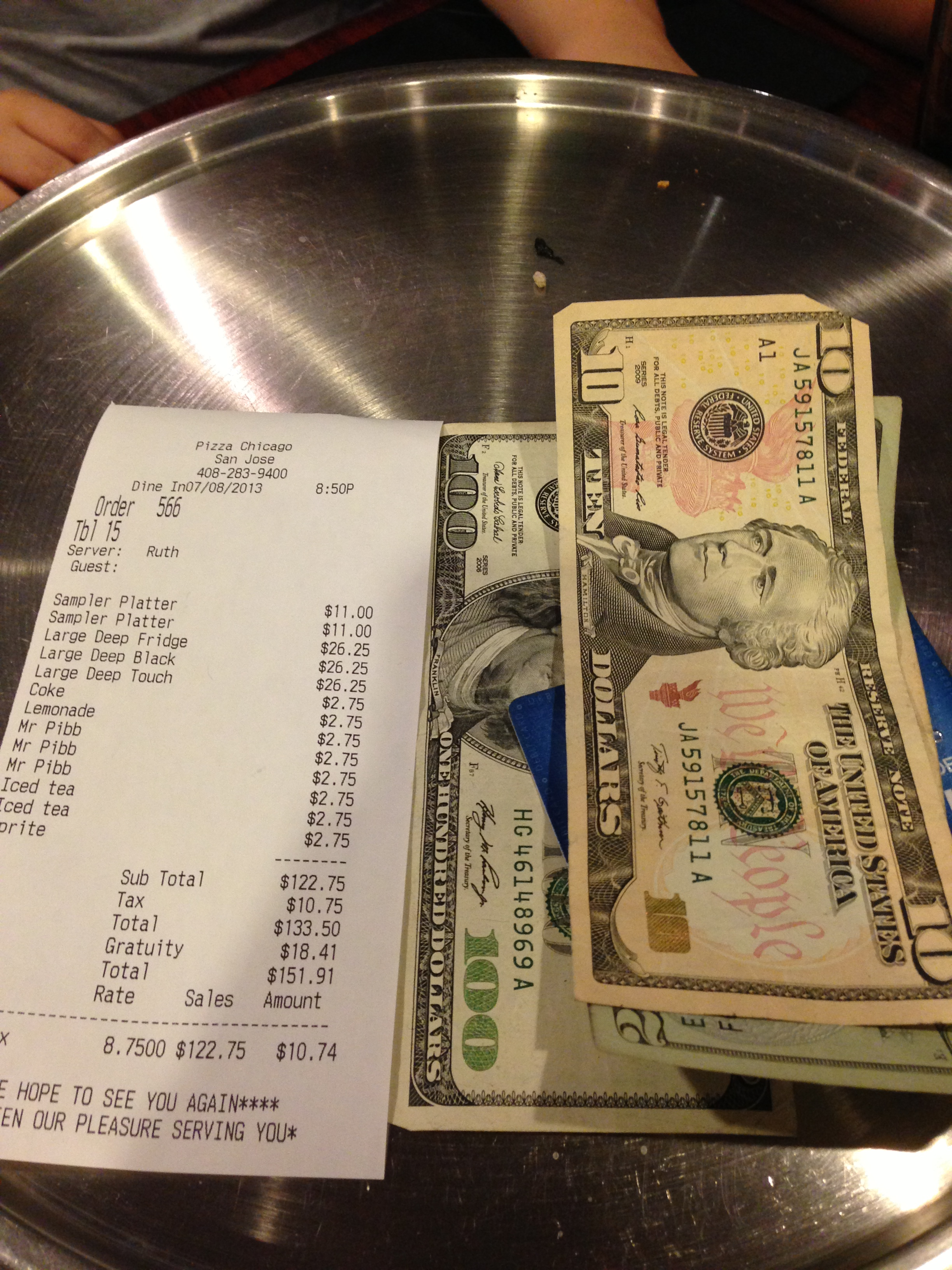
En restaurangnota och sedlar i USA.

En nota är en form av faktura som vanligtvis betalas direkt på samma plats som den erhålls. Notan summerar priset på alla beställda eller använda tjänster och varor. En nota skrivs ofta ut av restauranger till gästerna efter att måltiden är avslutad och ska betalas. Notan kan på flera sätt likna ett kvitto, men en avgörande skillnad är att kvitto är en bekräftelse som erhålls efter betalning.
Om någon smiter från en nota, exempelvis springer från en restaurang eller inte betalar en taxichaufför, kallas det för "springnota".